# Chetia brevicauda
Chetia brevicauda е вид бодлоперка от семейство Цихлиди (Cichlidae). Видът не е застрашен от изчезване.

## Разпространение и местообитание
Разпространен е в Мозамбик.
Обитава сладководни басейни, реки и канали.

## Описание
На дължина достигат до 12,5 cm.